# Fuenteheridos
Fuenteheridos település Spanyolországban, Huelva tartományban. Fuenteheridos Galaroza, Valdelarco, Los Marines és Castaño del Robledo községekkel határos. Lakosainak száma 814 fő (2024).

## Népesség
A település népessége az utóbbi években az alábbiak szerint változott:
| Lakosok száma | 627  | 654  | 606  | 632  | 582  | 625  | 648  | 678  | 751  | 814  |
|               | 2001 | 2004 | 2006 | 2009 | 2011 | 2014 | 2016 | 2019 | 2021 | 2024 |